# Louis Carrez
Pour les articles homonymes, voir Carrez.
Louis Carrez, né le 17 mars 1833 à La Couture et décédé le 7 octobre 1920 à Châlons-sur-Marne, est un prêtre jésuite français, géographe et auteur de monographies historiques locales. Il est l'auteur d'un atlas de la Compagnie de Jésus : Catalogi sociorum et officiorum provinciae Campaniae Societatis Jesu ab anno 1616 ad annum 1773.

## Biographie

### Le professeur
Prêtre jésuite de la province de Champagne, il enseigne au collège Saint-Clément de Metz, jusqu'à sa fermeture par les Allemands entre le 22 juillet et le 28 septembre 1872.

### Le géographe
Géographe reconnu, il publie plusieurs atlas scolaires et un atlas de la Compagnie en plusieurs tomes ; Catalogi sociorum et officiorum provinciae Campaniae Societatis Jesu ab anno 1616 ad annum 1773. Il y définit la Compagnie de Jésus « presque comme un organisme géographique ».

### L'historien local
Installé à Châlons-sur-Marne (Châlons-en-Champagne) dans les années 1890, il ne participe pas à la pastorale locale. Il ne figure pas dans l'ordo diocésain. Il s'installe avec quelques autres confrères dans un immeuble du centre ville (rue Sainte-Marguerite et autres...). Il met en œuvre son érudition et son savoir faire pour étudier des points particulier de l'histoire ecclésiastique locale : monastère de la Congrégation Notre-Dame, anciens évêques de Châlons, personnages contemporains.

### Écrits
- Le R. P. Louis-Joseph Des Robert : missionnaire de la Compagnie de Jésus en Chine : 1702-1760, A. Crépin-Leblond, 1903.
- Atlas général de géographie, contenant vingt-quatre cartes coloriées et un texte explicatif en regard, 4e édition, J. Lefort, 1890.
- Petit Atlas de géographie... à l'usage des classes élémentaires, Publication : Lille : J. Lefort.

Volumes disponibles à la Bibliothèque municipale Pompidou de Châlons-en-Champagne
- Catalogi sociorum et officiorum provinciae Campaniae Societatis Jesu ab anno 1616 ad annum 1773 (cotes CH 22209 à CH 22217).
- Étude sur le château de Sarry (cote CHB 15021-4).
- Histoire de Monsieur l'abbé Paul Champenois, chanoine honoraire, curé de Notre-Dame-en-Vaux à Châlons-sur-Marne (cote CHY 2916).
- Histoire du premier monastère de la congrégation de Notre-Dame, établi à Châlons-sur-Marne : 1613-1791. Tome 1, Le monastère sous la Mère Elisabeth de Louvroir (1613-1628) (cote CHY 2229).
- Histoire du premier monastère de la congrégation de Notre-Dame, établi à Châlons-sur-Marne : 1613-1791. Tome 2, Le monastère depuis la Mère Nicole de Médreville jusqu'à sa fermeture (1628-1792) (cote CHY 22230).
- Léon Brunet, s.j. (1875-1901), sa famille, sa vie et ses vertus (cote CHB 15021-1).
- Notice sur la Bienheureuse Jeanne d'Arc (cote CHY 2966).
- Notice sur la chapelle du collège de Châlons-sur-Marne (cote CHB 15021-3).
- Recherches sur Saint Elaphe et Saint Lumier : 17e et 18e évêques de Châlons-sur-Marne (cote CHT 2943).
- Thomas de Braux, abbé de Moiremont. Sa tombe au collège de Châlons-sur-Marne (cote CHB 15021-2).